# Wapen van Werkendam

Wapen van de gemeente Werkendam (1978 - 2018)

Sinds de oprichting van de gemeente Werkendam heeft de gemeente in totaal drie wapens van Werkendam' gekend. Werkendam was voor 1797 een heerlijkheid. Vanaf 2019 is het derde wapen niet langer als gemeentewapen in gebruik omdat de gemeente Werkendam in de nieuwe gemeente Altena op is gegaan.

## Geschiedenis
Toen de gemeente in 1815 een wapen aanvroeg, diende men in eerste instantie het wapen van de laatste Heer van Werkendam, Theodoor Jan baron Roest van Alkemade, aan als gemeentewapen. Dit werd door de Hoge Raad van Adel afgewezen, aangezien de baron nog in leven was. Daarop is een tweede ontwerp ingediend met de eenden uit het wapen van de baron, gecombineerd met een zalm als symbool van het Land van Heusden en Altena en van de visserij, die toen een belangrijke bron van inkomsten voor de gemeente vormde. Dit wapen werd op 7 april 1819 toegekend.
Het tweede wapen is een samenvoeging van de wapens van Werkendam met dat van de gemeente De Werken en Sleeuwijk. De gezwaluwstaarte lijn tussen beide wapens symboliseerde de verwevenheid van de twee gemeenten.
Met de toevoeging van Almkerk namen de twee zalmen uit het wapen van die gemeente de plaats van twee van de drie korenschoven uit het wapen van De Werken en Sleeuwijk in. De zalm uit het oude wapen van Werkendam verdween.

## Blazoen

### Wapen van 1819

Wapen van de gemeente Werkendam (1819 - 1958)

De beschrijving van het wapen van Werkendam dat op 7 april 1819 werd bevestigd, luidt als volgt:
Van goud, beladen met een blaauwe dwarsbalk, waarop een zilveren zalm en verzeld van 3 blaauwe eendvogels.

### Wapen van 1958

Wapen van de gemeente Werkendam (1958 - 1978)

De beschrijving van het wapen dat op 28 april 1958 werd toegekend, luidt als volgt:
Zwaluwstaartvormig doorsneden : I van goud beladen met een dwarsbalk van azuur, waarop een zalm van zilver en vergezeld van 3 aan de poten geknotte eendvogels van azuur, II van sinopel beladen met een keper van goud en vergezeld van 3 tarweschoven van hetzelfde. Het schild gedekt met een gouden kroon van 3 bladeren en 2 paarlen.
N.B.:
- De heraldische kleuren van de wapens zijn: goud (geel), azuur (blauw), zilver (wit) en sinopel (groen).

### Wapen van 1978
De beschrijving van het wapen dat op 2 december 1978 werd toegekend bij koninklijk besluit, luidt als volgt:
Doorsneden: I in goud een dwarsbalk vergezeld van 3 merletten, alles van azuur, II in sinopel een keper van goud, boven vergezeld van 2 afgewende zalmen van zilver, gevind van keel, beneden van een korenschoof van goud. Het schild gedekt met een gouden kroon van 3 bladeren en 2 parels.
N.B.:
- Het wapen is ontworpen door mr. G.A. Bontekoe, oud-burgemeester van het Friese Oosterwolde

## Verwante wapens

Het wapen van De Werken en Sleeuwijk
Het wapen van Almkerk

## Trivia
Bij de sloop van het oude stadhuis van Werkendam in 2003 is het wapen dat aan de gevel hing opgeslagen in een loods aan de Vierlinghstraat. Ruim zeven jaar later werd het herontdekt. Na restauratie is op 20 juli 2011 het wapen op de gevel van het nieuwe stadhuis geplaatst. De kosten voor de restauratie bedroegen 1400 euro.
Aalburg
· Aalst
· Aarle-Rixtel
· Alem 
· Alem, Maren en Kessel
· Almkerk
· Alphen en Riel
· Andel
· Baardwijk
· Bakel en Milheeze
· Beek en Donk
· Beers
· Berghem
· Berkel-Enschot
· Berlicum
· Besoyen
· Beugen en Rijkevoort
· Bladel en Netersel
· Bokhoven
· Borkel en Schaft
· Boxmeer
· Budel
· Capelle
· Chaam
· Cromvoirt
· Cuijk
· Cuijk en Sint Agatha
· De Werken en Sleeuwijk
· Den Dungen
· Deurne en Liessel
· Dieden, Demen en Langel
· Diessen
· Dinteloord (en Prinsenland)
· Dinther
· Dommelen
· Drongelen, Haagoort, Gansoijen en Doeveren
· Drunen
· Duizel en Steensel
· Dussen
· Eersel
· Eethen
· Emmikhoven en Waardhuizen
· Empel en Meerwijk
· Engelen
· Erp
· Esch
· Escharen
· Fijnaart en Heijningen
· Gassel
· Geffen
· Geldrop
· Gemert
· Genderen
· Gestel en Blaarthem
· Giessen
· Ginneken en Bavel
· Grave
· 's Gravenmoer
· Haaren 
· Halsteren
· Haps
· Haren en Macharen
· Hedikhuizen
· Heesch
· Heeswijk
· Heeswijk-Dinther
· Heeze
· Helvoirt
· Herpt
· Hoeven
· Hooge en Lage Mierde
· Hooge en Lage Zwaluwe
· Hoogeloon, Hapert en Casteren
· Huijbergen
· Kessel
· Klundert
· Landerd
· Leende
· Liempde
· Lierop
· Lieshout
· Linden
· Lith
· Luyksgestel
· Maarheeze
· Maasdonk
· Maashees en Overloon
· Made en Drimmelen
· Maren
· Meeuwen
· Megen, Haren en Macharen
· Mierlo
· Mill en Sint Hubert
· Moergestel
· Nederwetten en Eckart
· Nieuw-Ginneken
· Nieuw-Vossemeer
· Nieuwkuijk
· Nistelrode
· Nuenen en Gerwen
· Nuland
· Oeffelt
· Oerle
· Oijen en Teeffelen
· Oost-, West- en Middelbeers
· Oploo, Sint Anthonis en Ledeacker
· Ossendrecht
· Oud en Nieuw Gastel
· Oudenbosch
· Oudheusden
· Princenhage
· Prinsenbeek
· Putte
· Raamsdonk
· Ravenstein
· Reek
· Reusel
· Riethoven
· Rijsbergen
· Rijswijk
· Roosendaal en Nispen
· Rosmalen
· Sambeek
· Schaijk
· Schijndel
· Sint Anthonis
· Sint-Michielsgestel
· Sint-Oedenrode
· Soerendonk, Sterksel en Gastel
· Sprang
· Sprang-Capelle
· Standdaarbuiten
· Stiphout
· Stratum
· Strijp
· Terheijden
· Teteringen
· Tongelre
· Uden
· Udenhout
· Veen
· Veghel
· Veldhoven en Meerveldhoven
· Velp
· Vessem, Wintelre en Knegsel
· Vierlingsbeek
· Vlierden
· Vlijmen
· Vrijhoeve-Capelle
· Wanroij
· Waspik
· Werkendam
· Westerhoven
· Wijk en Aalburg
· Willemstad
· Woensel (en Eckart)
· Woudrichem
· Wouw
· Zeeland
· Zesgehuchten
· Zevenbergen